# Vía de los grados de perfección
La  perfección (o también conocida como vía de la eminencia, argumento climacológico o argumento henológico) es un argumento filosófico a favor de la existencia de Dios propuesto por primera vez por el teólogo medieval católico Tomás de Aquino como una de las cinco vías de demostrar racionalmente la existencia Dios en su obra Summa Theologica, siendo esta la cuarta. Se basa en nociones ontológicas y teológicas de perfección además de la existencia de una jerarquía de seres en la naturaleza que se remontan en la doctrinas neoplatónicas y en la biología de Aristóteles tras clasificar todos los animales según el grado de perfección. El argumento ha recibido varias críticas, incluida la noción subjetiva de algunas cualidades como la bondad, la perfección o la belleza; o la afirmación supuestamente non sequitur de que una entidad necesariamente deba existir y poseer todas las propiedades en el máximo grado posible dado un conjunto de entidades con esas propiedades.

## Formulación de Tomás de Aquino
En su libro Summa Theologiae, Tomás de Aquino enseña lo que es conocido como Quinque viae, cinco argumentos que pretenden probar racionalmente la existencia de Dios. El cuarto de sus argumentos es este.

[...] La cuarta vía se toma de los grados que se encuentran en las cosas. Pues se encuentra en las cosas algo más y menos bueno, y verdadero, y noble, y así otras cosas semejantes. Pero este más y este menos se dice de las cosas en cuanto que se aproximan más o menos a lo máximo. Así, caliente se dice de aquello que se aproxima más al máximo calor. Hay algo, por tanto, que es verísimo y óptimo y nobilísimo; y, en consecuencia, es el máximo ser; pues las cosas que son máximamente verdaderas, son máximamente seres, como se dice en II Metaphys.. Pero lo que es máximamente tal en algún género es la causa de todas las cosas que son de ese género, como el fuego, que es el máximo calor, es causa de todos los calores, como se explica en el mismo libro —, del mismo modo hay algo que en todos los seres es causa de su ser, de su bondad, de cualquier otra perfección, y a éste le llamamos Dios.
Tomás de Aquino, Summa Theologiae - Parte Ia - Cuestión 2 - Artículo 3

Tomás, adhiriendo a la noción aristótelica de que el ser se predica según el más y el menos, establece que todos los entes del universo son por participación y que se necesita entonces un ente que sea por esencia y que haga que los entes sean. El argumento, sin embargo, lejos de presuponer el realismo platónico de los universales, solo habla de las virtudes puras universales. Tomás, entonces, solo establece que Dios también es bueno por esencia porque, siguiendo la teodicea agustiniana, identifica al bien con el ser, ya que el bien es lo apetecible y lo perfecto y, en definitiva, algo es bueno, en grado mayor o menor, según sea, en grado mayor o menor.

## Formulación silogística
1. Los entes cuyas propiedades que se predican según el más y el menos tienen dichas propiedades por participación de un ente que tiene dichas propiedades por esencia y que hace que ellos las tengan.
2. El ser se predica de los entes según el más y el menos.
3. Los entes son por participación de un ente que es por esencia y que hace que ellos sean.